# Zivignago
Zivignago (Zivignac in dialetto trentino) è una frazione del comune di Pergine Valsugana.
L'abitato si estende a nord di Pergine, allo sbocco della Val dei Mocheni, ai piedi del Monte Orno. A sud domina il colle del castello di Pergine, mentre a ovest, in lontananza, si ammirano le Dolomiti di Brenta. Il villaggio è attraversato dal canale Macinante. Il paese è costruito attorno alla chiesa dedicata alla Madonna di Loreto. Da Zivignago partono una strada carrabile e un sentiero pavimentato di sassi (salesà) che portano a Falesina.

## Monumenti e luoghi d'interesse
- Chiesa della Madonna di Loreto, edificata nel 1745